# 2024년 하계 올림픽 니카라과 선수단
2024년 하계 올림픽 니카라과 선수단은 2024년 7월 26일부터 8월 11일까지 프랑스 파리에서 열린 2024년 하계 올림픽에 참가한 올림픽 니카라과 선수단이다.
이번 하계 올림픽은 니카라과가 서울 올림픽의 조선민주주의인민공화국의 보이콧을 부분적으로 지지한 1988년 하계 올림픽을 제외하고 1968년 이후 모든 대회에 출전한 국내의 15번째 하계 올림픽이 된다.

## 출전 선수
| 종목 | 남자 | 여자 | 전체 |
| ---- | ---- | ---- | ---- |
| 사격 | 0    | 1    | 1    |
| 서핑 | 0    | 1    | 1    |
| 수영 | 1    | 1    | 2    |
| 유도 | 0    | 1    | 1    |
| 육상 | 0    | 1    | 1    |
| 조정 | 0    | 1    | 1    |
| 전체 | 1    | 6    | 7    |

## 메달 집계
| 종목 | 1 | 2 | 3 | 합계 |
| 종목 | ' | ' | ' | '    |
| 종목 | ' | ' | ' | '    |
| 종목 | ' | ' | ' | '    |
| 합계 | ' | ' | ' | '    |

## 같이 보기
- 2024년 하계 올림픽